# Hypoponera nitidula
Hypoponera nitidula es una especie de hormiga del género Hypoponera, subfamilia Ponerinae. 

## Distribución
Esta especie se encuentra en Belice, Costa Rica, Guatemala, Honduras, México, Nicaragua y Panamá.